# John Woodville
John Woodville (1444 – 12 agosto 1469) è stato un nobile inglese.

## Biografia
Era figlio di Richard Woodville, primo conte Rivers, e Giacometta di Lussemburgo.
Sua sorella maggiore Elisabetta divenne regina consorte dopo aver sposato Edoardo IV d'Inghilterra.
Nel gennaio del 1465 sposò Catherine Neville, zia di Richard Neville, XVI conte di Warwick.
Quello di John fu uno dei tanti vantaggiosi matrimoni che la regina riuscì ad organizzare per i suoi numerosi fratelli con i rampolli delle più nobili famiglie inglesi. L'intento di aumentare il prestigio e benessere della famiglia causò tuttavia il malcontento della nobiltà e della Camera dei comuni.
Uno dei nemici più acerrimi dei Woodville si rivelò essere Richard Neville, XVI conte di Warwick. Dato che la sposa aveva 69 anni e lo sposo 20, il matrimonio fu motivo di ulteriore irritazione da parte della nobiltà e specialmente da parte di Warwick il quale già al tempo del matrimonio tra Elisabetta ed Edoardo aveva rotto la sua alleanza con il re.
Nel 1469 John e suo padre accompagnarono Edoardo sul confine settentrionale del regno per sedare quella che sembrava una piccola rivola volta a porre sul trono il fratello del re, il duca di Clarence. Prima che incontrassero i ribelli però sia Clarence che Warwick annunciarono il loro supporto ai ribelli.
Le forze ribelli erano molto più forti di quelle di Edoardo; tuttavia dichiararono al re di non aver intenzione di combattere con lui ma chiedevano soltanto l'allontanamento dei Woodville da corte. Non essendo nelle condizioni di poter ribattere, Edoardo si piegò alla loro richiesta e mandò via John e suo padre.
Questi andarono dapprima a Grafton e da lì si diressero verso il Galles. Sulla loro strada vennero catturati dagli uomini di Warwick sulla riva ovest del fiume Severn e portati a Coventry nello Warwickshire.
Prima di lasciare Calais per supportare la rivolta, Warwick aveva pubblicato su un manifesto le ragioni che lo avevano spinto ad allearsi con Clarence contro il re: i Woodville, e nello specifico John e suo padre. Tale pubblicazione fu ritenuta da Warwick la giustificazione per l'esecuzione dei due Woodville, che vennero decapitati il 12 agosto e le loro teste esibite all'ingresso di Coventry.